# Augusta dels Trèvers
Augusta dels Trèvers (llatí: Augusta Treverorum) fou una ciutat romana que es correspon amb l'actual ciutat de Trèveris (Alemanya). Era la capital dels trèvers, i quan va esdevenir colònia romana fou anomenada Augusta en honor d'August, que probablement fou qui en va disposar la fundació. El segle iii fou visitada sovint pels emperadors i el segle iv en fou residència d'alguns. A la mort de Lluci Domici Aurelià els francs i alamans van ocupar aquesta ciutat però fou reconquerida per Probe, i Constantí el Gran, que hi va residir del 306 al 331, la va restaurar, i va reconstruir les muralles.

## Història
Els primers assentaments daten de temps prehistòrics. Al barri romà de terrissaires a la riba del Mosel·la es van detectar troballes de la cultura de la ceràmica de bandes. La zona probablement ja havia estat desforestada i un gual, es trobava al lloc on els romans van construir el primer pont de fusta sobre el Mosel·la el 17 aC (datació dendrocronològica), se suposa que en aquells dies la ciutat romana va ser fundada. Els fragments d'una inscripció sobre un monument per als nets d'August, Luci i Gai, morts el 2 i 4 dC, respectivament, demostren que a la fi del regnat d'August l'assentament tenia estructures urbanes. L'anàlisi de troballes de l'època primerenca romana a l'àrea urbana, confirma aquesta avaluació. Això coincideix amb l'abandonament de l'assentament sobre la muntanya, de manera que pugui haver-hi hagut un trasllat de centre administratiu tribal dels trèvers.
Tàcit va esmentar per primera vegada un pont de pedra sobre el Mosel·la en el seu report sobre la rebel·lió dels bataus l'any 69 i també que la ciutat era una colònia romana. Ja que no hi ha d'altres proves, no queda definitivament clar si Tàcit empra aquest terme en un sentit legal o solament urbanístic, el que sembla més probable, i ja això verifica la importància de la ciutat.
La ciutat va créixer ràpidament. Es van construir nombrosos edificis com les termes del mercat de bestiar de Trèveris al voltant del 80 o l'amfiteatre que donava cabuda a un gran nombre d'espectadors al voltant de l'any 100. Al segle iv, Augusta dels Trèvers tenia uns 80.000 habitants i era la ciutat més gran al nord dels Alps.

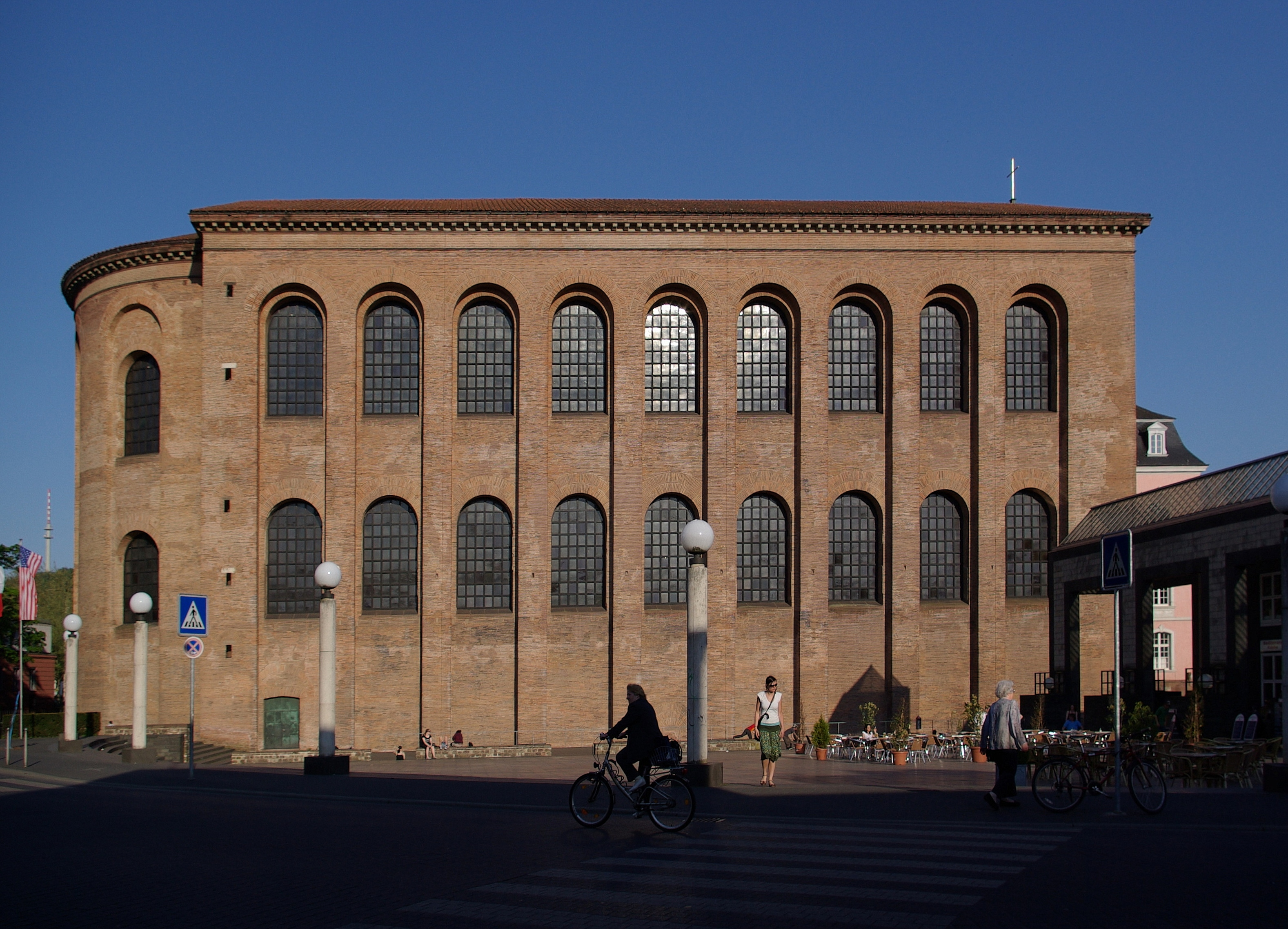
Basílica de Constantí de Trèveris

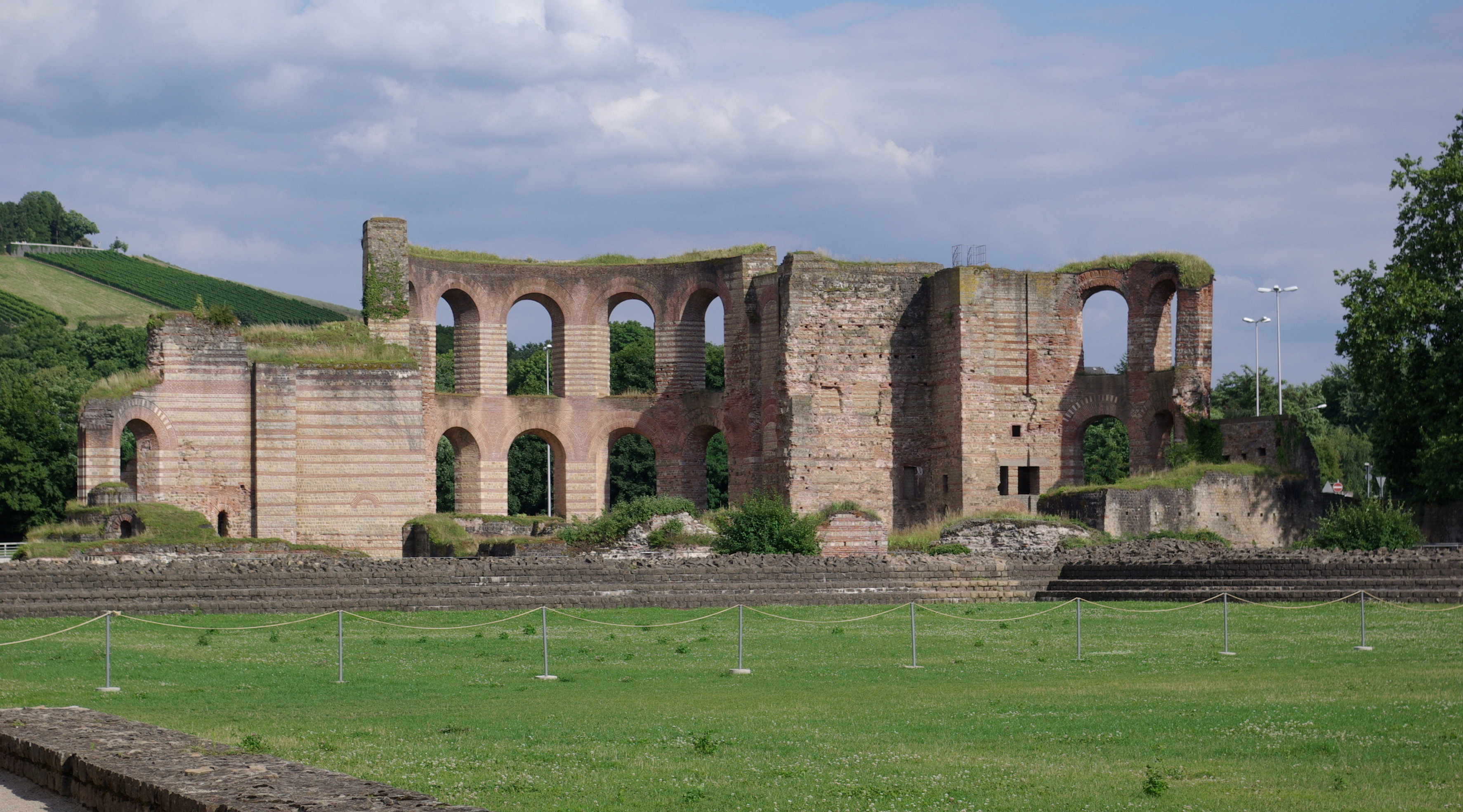
Banys Imperials de Trèveris

Durant l'ascens de Constantí el Gran, residia principalment a Augusta Treverorum, que havia ampliat magníficament amb nombrosos edificis nous com la Basílica de Constantí i els Banys Imperials. Com a seu posterior de la prefectura gala, Trèveris va ser també el centre administratiu de les províncies occidentals (excepte Itàlia i Àfrica). A més, Constantí també va iniciar programes de construcció en altres ciutats gal·les i va tenir cura intensiva de la seguretat fronterera, especialment al Rin. Va tenir molt èxit militar i va tornar a assegurar la frontera del Rin.

## Augusta dels Trèvers cap als anys 360/370
Models del Museu regional renà Trèveris: 

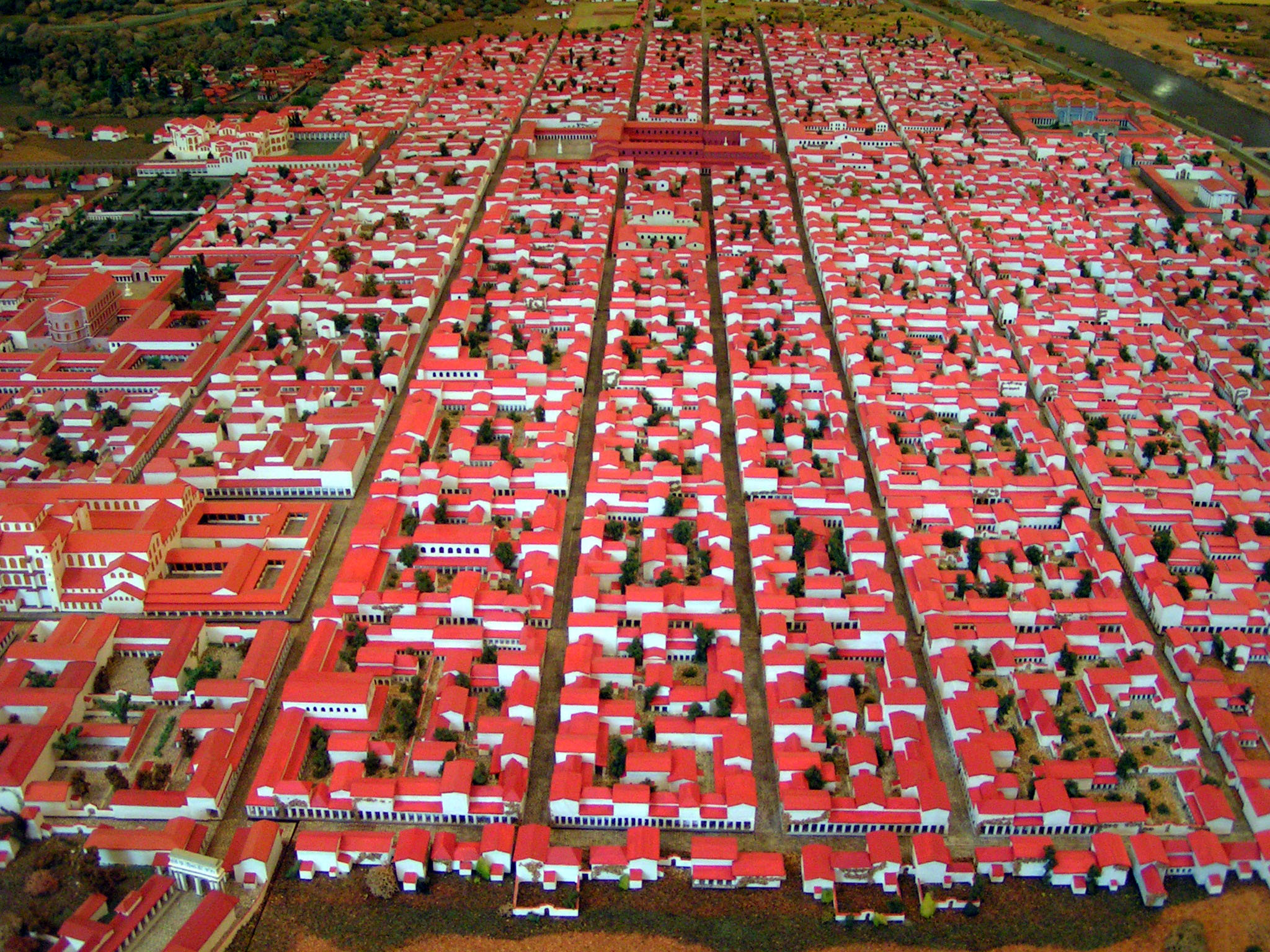
La ciutat
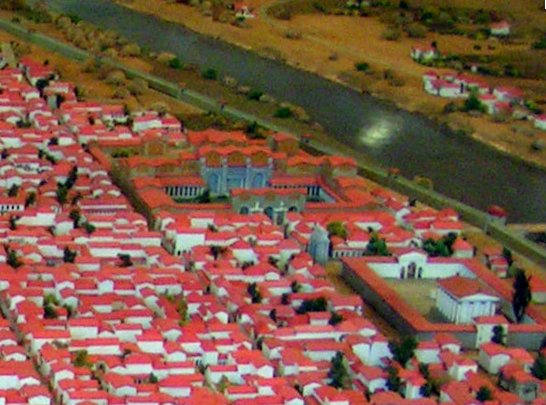
Termes de santa Bàrbara
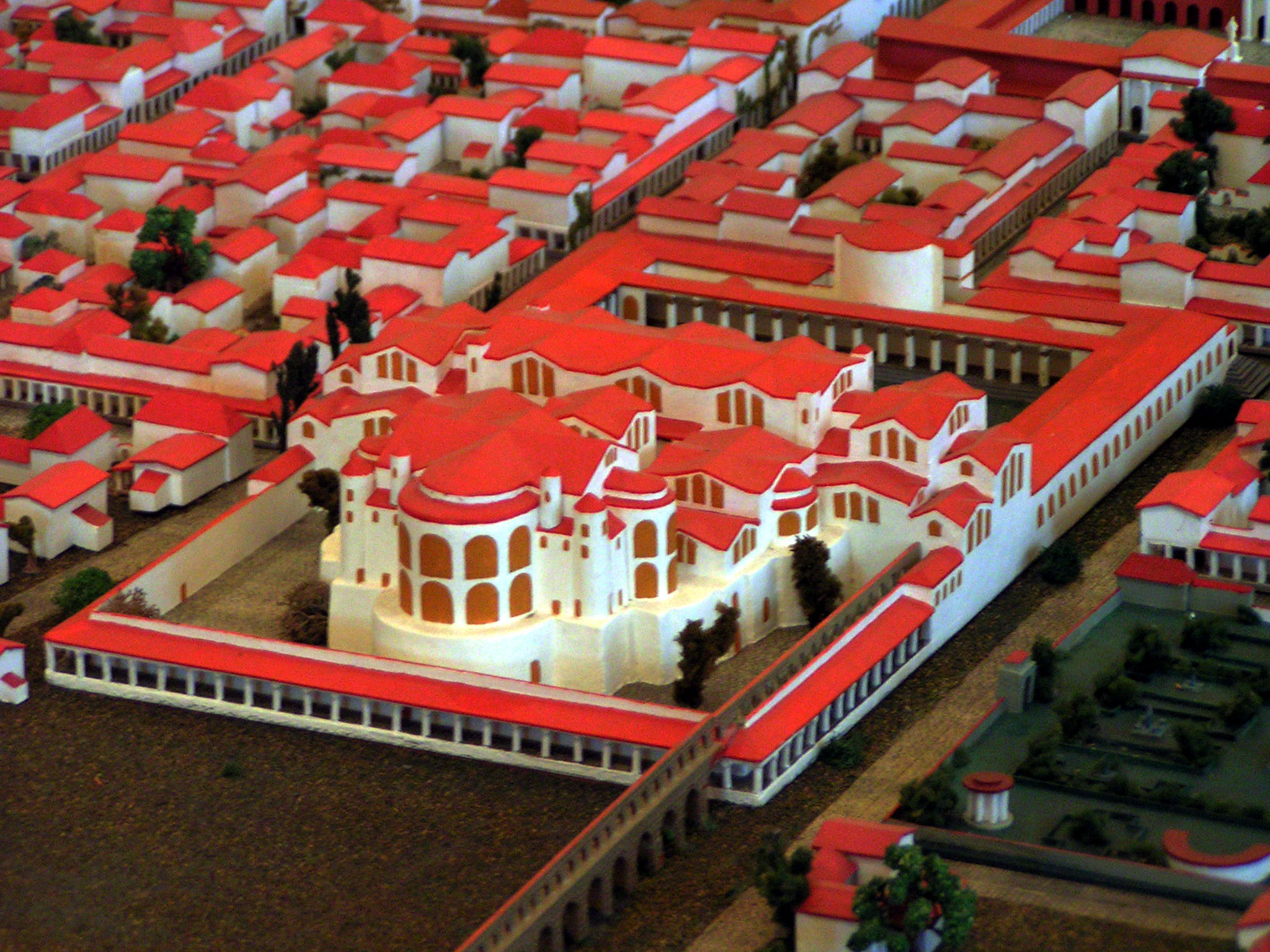
Banys Imperials de Trèveris